# 篱笆庄秘闻
《篱笆庄秘闻》是一部文字冒险解谜类电子游戏，游戏情节取材自中国山东省臨沂市第四人民醫院網癮戒治中心的杨永信教授所采用的電擊法治療網絡成癮。此游戏由北京六趣网络科技有限公司旗下的橙光游戏平台上的作者猫耳朵所制作，最初于2016年9月23日发布于橙光游戏平台上，后来登上Steam平台和腾讯WeGame平台，因游戏故事情节影射了杨永信电击治疗网瘾这一事件而受到关注。在游戏中，玩家扮演一名被母亲送入网瘾戒治中心的少女，通过收集工具和证据，试图逃离网瘾戒治中心。

## 游戏性
《篱笆庄秘闻》是一款单人游玩的文字冒险解谜游戏，玩家在游戏中扮演一位17岁的叛逆少女，因无心向学沉迷网络而被母亲送到篱笆庄网瘾戒治中心，通过鼠标点击游戏界面来阅读剧情和对话，推动剧情发展。游戏除了跟传统的文字冒险游戏一样通过选择不同的选项会进入不同路线并达成不同结局之外，还添加了一些解谜因素和互动系统，如寻找逃离用的道具、破解密码等。在女主角受到「电击治疗」时，玩家将进行QTE操作，控制一个上下移动的箭头使之落在绿色区域，如果落在绿色区域以外的红色区域，角色将会收到电击并减少精神值，精神值降到零时则游戏结束。游戏一共有五个结局，玩家因选择不同的选项会进入不同的结局。

## 游戏角色
女主角玩家所扮演的人物，姓名可以在游戏开始前随机选择。染着红色头发，带着耳环的17岁叛逆少女，在游戏中与网瘾戒治中心鬥智鬥勇。
崔楠楠女主角在篱笆庄网瘾戒治中心的室友，性格内向胆小，因此经常受到其他学员的欺负，后来因承受不住巨大的压力而跳楼自杀但未遂。
杨教授篱笆庄网瘾戒治中心的负责人，受到多家媒体的正面报道，很多家长将其视为救世主。事件被橙光报社爆光后潜逃，最终被捉获判刑。影射现实中的杨永信，但现实中的杨永信并未受到判刑。
刘医生全名刘觉，篱笆庄网瘾戒治中心的医生，是杨教授的助手，后来因欠下村长家巨款而自杀。
徐山娃篱笆庄原住民，被送进网瘾戒治中心治疗。
江弘文原橙光报社的记者，失业后被送入网瘾戒治中心，顺便搜集证据，后来复职。
金记者调查篱笆庄网瘾戒治所的正义记者，江弘文的上司。影射现实中的柴静，游戏中金记者采访网瘾戒治中心的剧情取材自2009年8月柴静在中国中央电视台《新闻调查》节目中对临沂网瘾戒治中心的采访。
唐露露被村长一家拐卖到篱笆庄的少女，被卖给山娃当媳妇，但山娃没有接受。她在尝试逃出篱笆庄的时候被送到网瘾戒治所电击。

## 制作与发行
游戏是由橙光游戏平台所开发的橙光制作工具制作，于2016年9月23日首发于橙光游戏平台。游戏剧本由橙光游戏平台上的作者猫耳朵所撰写，同时猫耳朵也是游戏的制作人。立绘与CG图则由大仙所绘制。游戏一开始仅发布在橙光游戏平台，因此玩家群体较为有限，并没有引起很大的关注，仅仅在橙光游戏平台的圈子内流行，但也有一定的反响，受到一定的欢迎。后来此游戏在中国大陆的网络平台上传播，被传到知乎、bilibili、新浪微博等平台广泛讨论，同时也于2017年5月8日登上steam青睐之光，作为steam的候选游戏开放投票。2017年7月14日投票通过，正式登上steam游戏平台。游戏英文标题为“Mysteries of Fence”。
2017年8月31日，此游戏登上腾讯WeGame游戏平台，即原腾讯TGP平台，五千多人投票表示感兴趣，使得游戏的好评度高于80%。
游戏作者猫耳朵在接受媒体采访时，称自己之所以会制作出这款游戏，是因为之前在新浪微博上看到一位名为未消逝的青春2015的网友所发的一篇名为《我在临沂网戒中心的真实经历》的纪实文章。该网友因为失恋和失业，便在网吧沉迷过一段时间。后来该网友被其母亲送入临沂网瘾戒治中心接受治疗，后来幸运得以出院。出院一年后，他仍然陆陆续续看到媒体对杨永信进行正面报道，同时还有家长不断把孩子送进杨永信的网瘾戒治中心，便将在网瘾戒治中心所经历的事情整理成文章，发布到新浪微博上。随后该文章被大量评论、转发和点赞，不过可惜后来迫于压力删除了文章。猫耳朵看到此文后，决定以这件事为题材，制作一款引起世人注意的游戏。于是猫耳朵开始了长达4个月的资料搜集，查阅相关媒体报道和记录片，并对一些接受过正规电击治疗的人进行访谈。猫耳朵表示如果以后如果要继续创作此类题材的游戏，会尽量去访谈被送进杨永信的临沂网瘾戒治中心的当事人，以获得更加可靠的信息。而游戏的第一个结局被命名为「未消逝的青春」，这是游戏中最完美的一个结局，同时也是作者在向那位勇于披露出杨永信事件的名为未消逝的青春2015的网友致敬。
在取材上，这款游戏是根据真实事件改编而成，但为了增加游戏性和戏剧性，作者加入了一些虚构的情节。例如现实中的杨永信并没有被抓捕判刑，网瘾戒治所的学员也没有那么轻易能够逃脱成功，现实中能够成功逃脱网瘾戒治所的学员几乎为零。作者表示虚构出美好的结局是为了给社会增添希望和正能量。
游戏主题曲为《大人偶》，由Tureleon作曲，梦璟SAYA作词并演唱。

## 影响
游戏在登上steam青睐之光后，影响力逐渐扩大。因其题材影射杨永信电击治疗网瘾这一热点事件而在中国大陆各大论坛上流传。2017年5月11日，多人在线恐怖生存游戏《黎明杀机》在采取了中国网友的建议后推出影射杨永信事件的DLC《疯狂的火花》。专门治疗网瘾的杨永信被做进两款游戏中，有网友称这是对杨永信最大的讽刺，因为在这一事件中，很多人是因为玩游戏而被送进网瘾戒治中心的。